# Parafia Matki Bożej Szkaplerznej w Wierzchowie
Parafia Matki Bożej Szkaplerznej w Wierzchowie – parafia rzymskokatolicka we wsi Wierzchowo należąca do dekanatu Człuchów diecezji pelplińskiej. Erygowana w 1951 roku. Parafię prowadzą księża Salezjanie.